# Alsószőlős
Alsószőlős (szlovákul Dolný Vinodol, korábban Dolný Síleš, németül Unter-Sillesch)  Nyitraszőlős településrésze, korábban önálló falu Szlovákiában, a Nyitrai kerületben, a Nyitrai járásban.

## Fekvése
A Kisalföld északi részén, Nyitrától 16 km-re délkeletre fekszik.

## Története

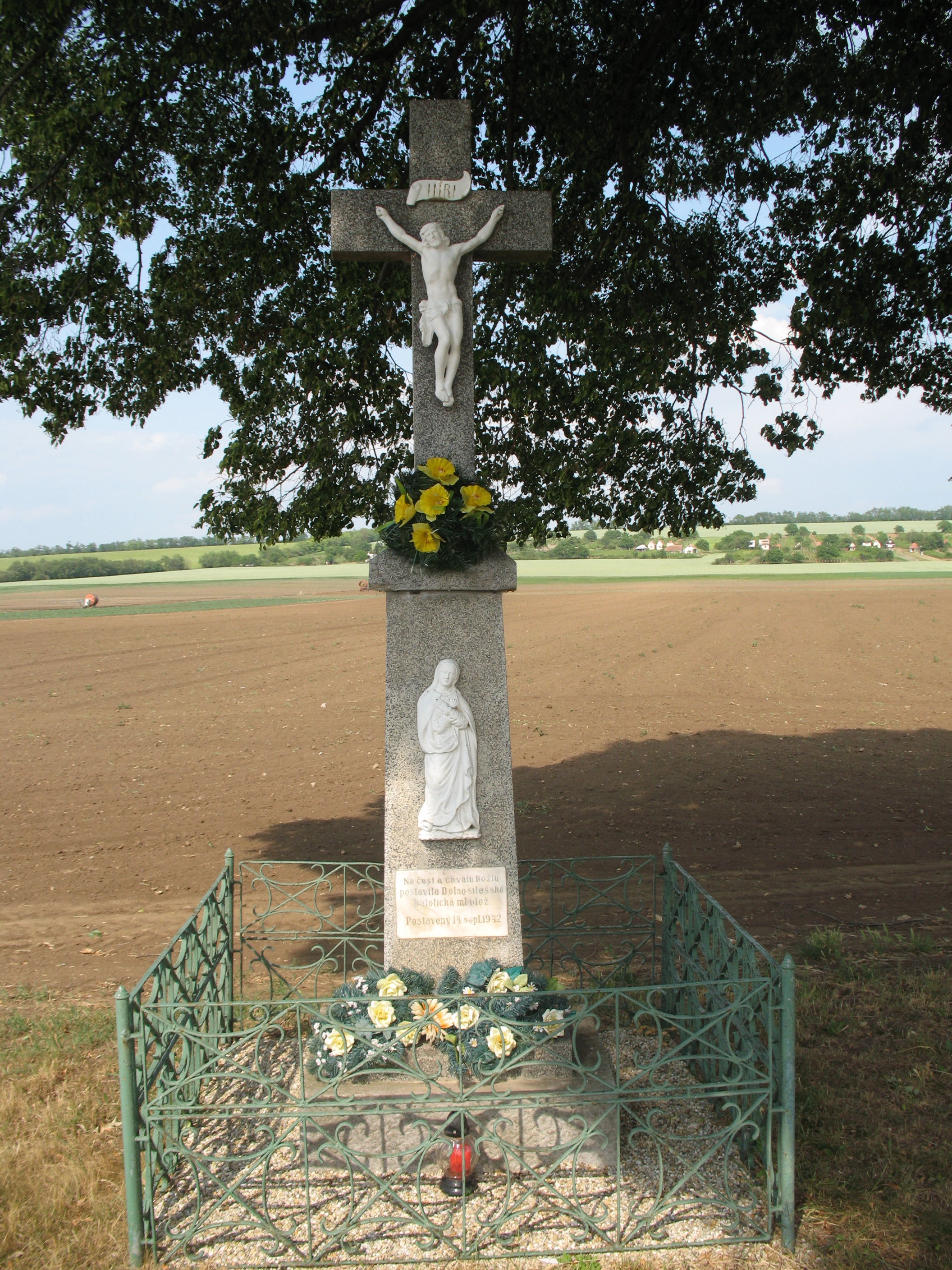
1942-ben emelt kereszt a Nyitra felé vezető úton

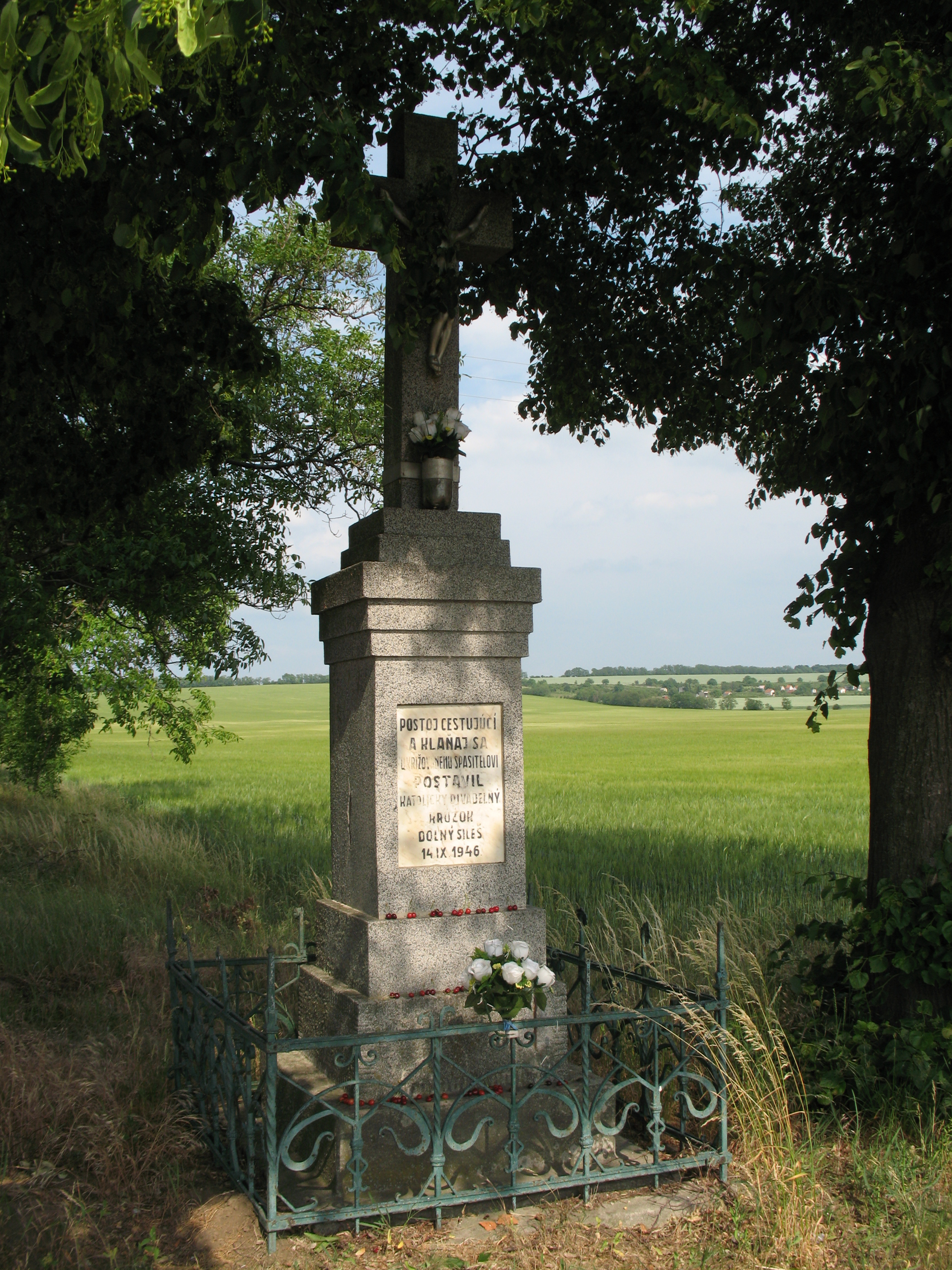
1946-ban emelt kereszt

A település 1531-ben szerepel először írott forrásban „Also Zewlews” alakban. A Kun, That, Bánky és más nemes családok birtoka volt. A 19. században a Grassalkovich, Motesicky és Wodianer családoké. 1669-ben teljesen elpusztult, 1715-ben 5 adózó háztartása volt. 1787-ben 104 házában 563 lakos élt. 1828-ban 105 háza és 729 lakosa volt. Lakói főként mezőgazdasággal foglalkoztak.
Vályi András szerint „A. F. Szőlős. Két falu Nyitra Várm. földes Urai Motesiczky, és több Urak, lakosaik külömbfélék, fekszenek egymástól nem meszsze, határjaik jók, réttyeik hasznosak, legelőjök elég, malmok helyben, borok is terem.”
Fényes Elek szerint „Szőlős (Alsó), magyar falu, Nyitra vmegyében, Komjátihoz egy órányira: 580 kath., 145 ref., 34 zsidó lak., ref. templommal s anyaekklézsiával; kövér rétekkel. F. u. többen. Ut. p. Nyitra.”
A kötőjel nélküli Alsószőllős formát 1911-ben hirdették ki hivatalosan. A trianoni békeszerződésig Nyitra vármegye Érsekújvári járásához tartozott.

## Nevezetességei
- Református temploma 1790-ben épült klasszicista stílusban, tornyát 1876-ban építették.
- Harangláb 1876-ból.

## Népessége
Eredendően magyar falu volt, őshonos lakossága azonban a török korban megfogyatkozott. A 18. század kezdetétől betelepülő jelentős számú szláv népesség azután nagyrészt magába olvasztotta magyar lakosságát. 1910-ben 759, többségben már szlovák lakosa volt, jelentős magyar kisebbséggel.

## Neves szülöttei
- Szakáts Péter (1851-1947) jogász, szakíró, politikus